# 토마스 이안 그리피스

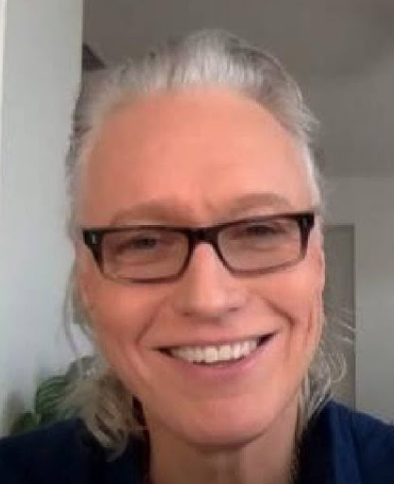

토머스 이언 그리피스(Thomas Ian Griffith, 1962년 3월 18일 ~ )는 미국의 배우,  태권도 선수, 각본가, 영화 제작자이다.
하트퍼드에서 태어났다.

## 출연 작품

### 영화
- 미스터 트루프 맘 (2009년)
- 타임캅 2 (2003년) - 프랜던 밀러 역
- 블랙 포인트 (2002년)
- 트리플 엑스 (2002년) - 짐 맥그레스 요원 역
- 씨 울프 (2001년)
- 포 더 코어스 (2000년)
- 스파이 마담 폴리 (1999년)
- 아발란체 (1998년)
- 에너미 라인 (1998년) - 마이크 웨스턴 역
- 슬레이어 (1998년) - 잔 발렉 역
- 정복자 칼 (1997년)
- 할로우 포인트(영어판) (1996년) - 맥스 역
- 와일드 리벤저 (1994년)
- 크래커잭 (1994년)
- 배후 동기 (1993년)
- 리썰 캅 (1993, Excessive Force)
- 어둠의 전사 (1991, Night of the Warrior)
- 불멸의 록 허드슨 (1990년) - 허드슨 역
- 베스트 키드 3 (1989, The Karate Kid Part III)

### 텔레비전
- In the Heat of the Night (1988)
- 와이즈가이 (1989)
- 원 트리 힐 (2004)